# Borgo Vercelli
Borgo Vercelli je italská obec v provincii Vercelli v oblasti Piemont.
K 31. prosinci 2011 zde žilo 2 327 obyvatel.

## Sousední obce
Casalino (NO), Casalvolone (NO), Vercelli, Villata, Vinzaglio (NO)